# ユーロ3000選手権
ユーロ3000選手権（Euroseries 3000、Euro Formula 3000）は、かつてイタリアを中心にヨーロッパ各国を転戦していた、フォーミュラカーによるレースシリーズ。フォーミュラ3000規格の車を用いて争われた。

## 概要
1999年に発足した「イタリアF3000選手権」が発展して、2001年にスタートした選手権。そのためイタリア国内のサーキットで行われるレースに限り、イタリアF3000選手権が併催された形で行われた。元F1コンストラクターでもあったコローニがシリーズ運営の主体となった。
当初は国際F3000との競合を避けるため、国際F3000で使われなくなった旧型シャシーにより争われるレースとして発足した。2007年までレースに参戦可能な車はレギュレーションでローラ・B99/50（1999年～2001年にかけて国際F3000で使用）、B02/50（同じく2002年～2004年にかけて使用）の2車種に限定されていた。2008年よりB06/50も認められた。エンジンは旧国際F3000と同じくザイテックのワンメイク。タイヤもミシュランワンメイクとなっている。
以前は「国際F3000でシートを確保できず、かといって今更F3にも戻れないドライバーの避難場所」としてワールドシリーズ・バイ・ニッサンなどに似た扱いを受けてきた。それでも、2001年にシリーズチャンピオンを獲得したフェリペ・マッサがその後F1で活躍したことや、元ミナルディのオーナーだったジャンカルロ・ミナルディが自らのチームを率いて2006年より参戦を開始したことなどにより注目が高り、2007年からはシリーズチャンピオンに無条件にF1参戦に必要なスーパーライセンスが発給されるに至った。しかし、2009年の国際自動車連盟（FIA）のレギュレーション改訂で、シリーズチャンピオンへのスーパーライセンス発給の特典は消滅した。
本シリーズは2009年限りで終了し、2010年から新たに発足した後継カテゴリー『Auto GP』に移行している。

## シリーズチャンピオン
| 年     | シリーズ名                  | チャンピオン             |
| ------ | --------------------------- | ------------------------ |
| 1999年 | Italian Formula 3000        | ジョルジオ・ビィネェーラ |
| 2000年 | Italian Formula 3000        | リカルド・スペラフィコ   |
| 2001年 | Euro Formula 3000           | フェリペ・マッサ         |
| 2002年 | Euro Formula 3000           | ジェイミー・メロ, Jr.    |
| 2003年 | Euro Formula 3000           | アウグスト・ファルフス   |
| 2004年 | Superfund Euro Formula 3000 | ニッキー・パストレッリ   |
| 2005年 | Italian Formula 3000        | ルカ・フィリッピ         |
| 2006年 | Euroseries 3000             | ジャコモ・リッチ         |
| 2007年 | Euroseries 3000             | ダビデ・リゴン           |
| 2008年 | Euroseries 3000             | ニコラ・プロスト         |
| 2009年 | Euroseries 3000             | ウィル・ブラット         |